# パキケファロサウルス
パキケファロサウルス（学名 Pachycephalosaurus、「厚い頭を持つトカゲ」の意）は、中生代白亜紀後期のマーストリヒチアン（約7,000万 - 6,600万年前）の現北米大陸西部に生息していた、いわゆる石頭恐竜の代表的なものの一つ。

## 名前
属名は「分厚い頭のトカゲ」の意。中国語名は「厚頭龍」（ホートーロン）。

## 形態

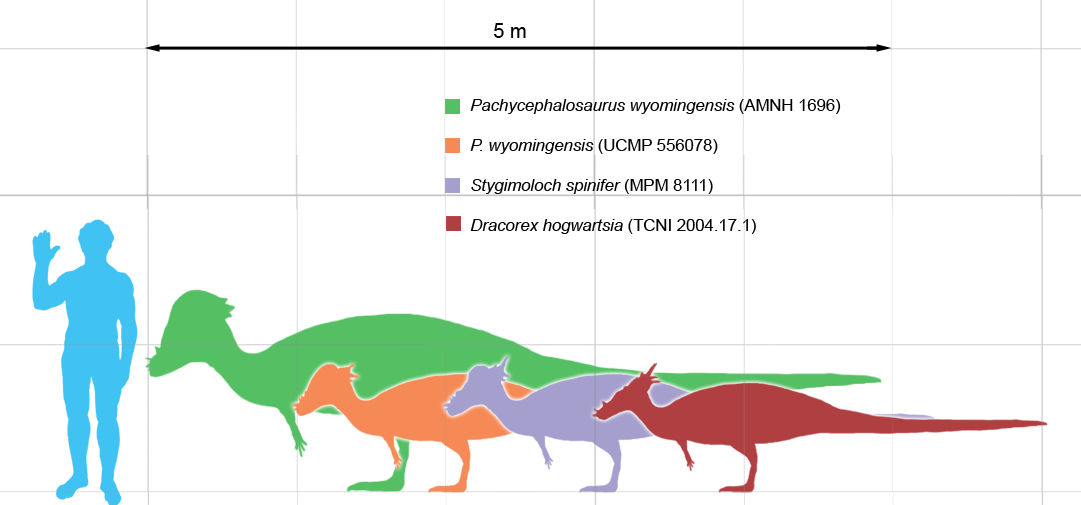
人との大きさ比較。 紫色はスティギモロク (Stygimoloch), 赤色はドラコレックス (Dracorex hogwartsia)。

体長4 - 8メートルとパキケファロサウルス科では最大級となる。吻端には嘴を持ち、前方の歯は湾曲し牙のような形態になっていた。鼻上には小さな骨質のコブ、後頭部には骨質の小突起があり、頭頂部は厚さ25 - 30センチメートルに達する緻密骨（）のドームとなっていた。これが学名の由来である。胴体はどっしりとした作り。後肢と比べて短い前肢には5本の指があった。また後肢は長くほっそりとしており、速く走ることができたと推定されている。尾は結合組織で固められており、後方に真っすぐに伸ばされている。走る際はこの尾でバランスを取ったとされる。

### 頭骨と儀礼的闘争

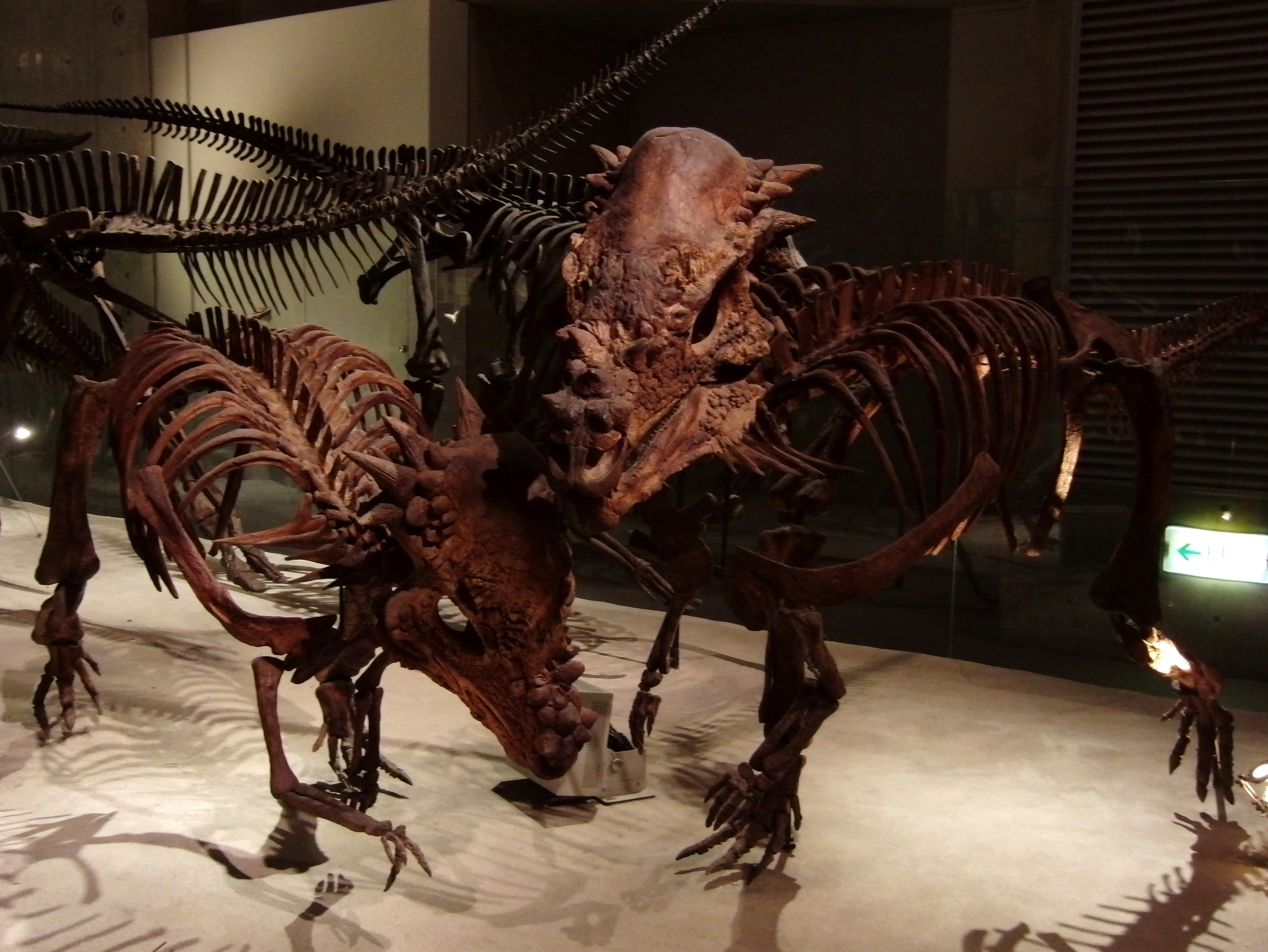
頭突きではなく、頭で相手の体を押しているように復元したパキケファロサウルスの骨格標本。国立科学博物館の展示。

パキケファロサウルスのもつ分厚い頭骨という驚くべき特徴から、パキケファロサウルス科はこの頭部を激しくぶつけあい、儀礼的闘争を行うことで群れ内部の順位を決めていたとする説が誕生した。実際に骨格を前へと突き出し、もっとも頭骨の厚い頭頂部を前方に向けると、背骨 - 尾が一直線になり、うまくショックを逃がすことができるというのである。また、捕食者に対する防御に使ったとの説もある。

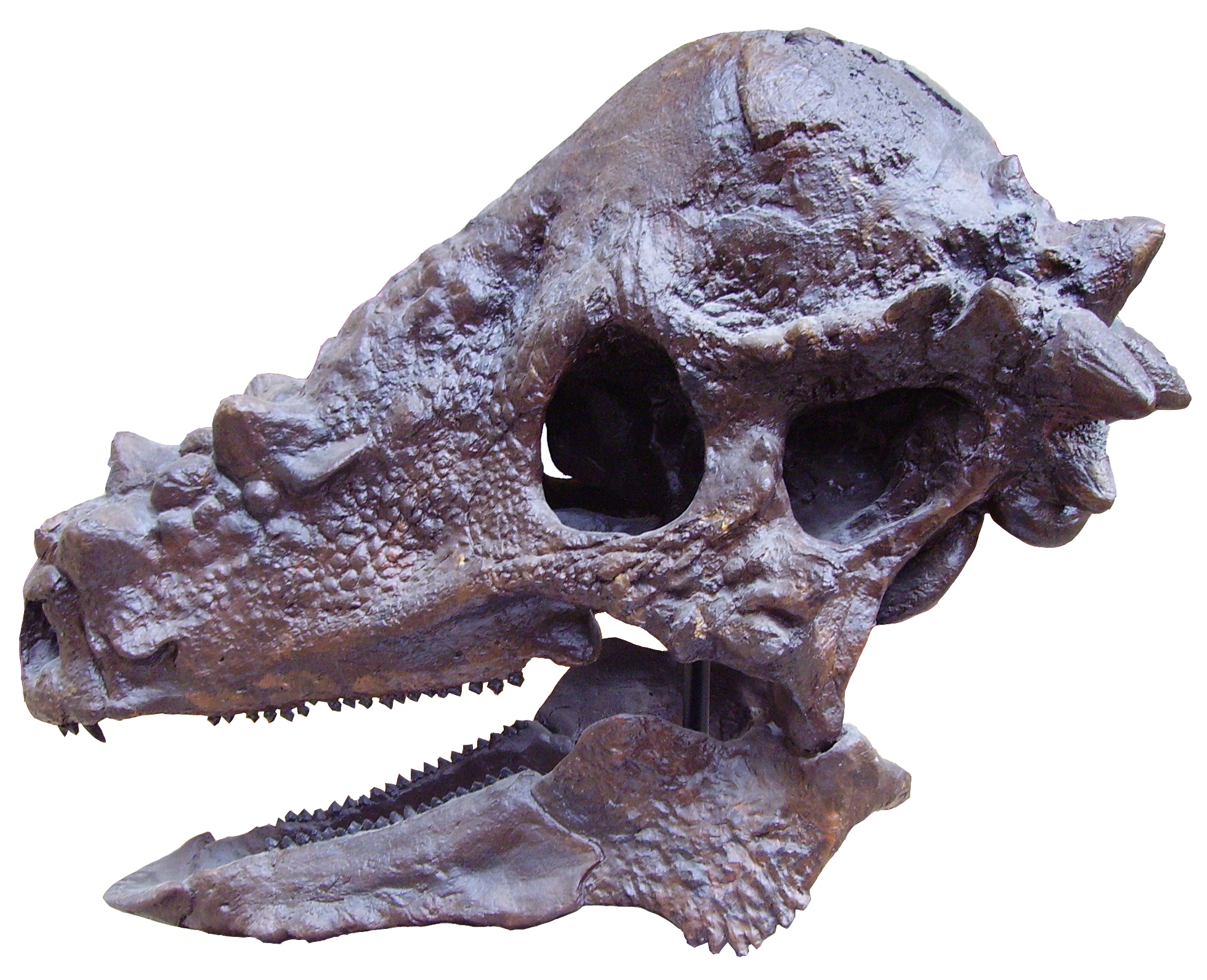
パキケファロサウルスの頭蓋骨。オックスフォード大学自然史博物館の展示。

しかしこの頭突き説には異論もある。確かに背骨は一直線になるかもしれないが、肝心の頭骨を前方に向けたままロックする構造が見当たらず、また頚椎の部分でショックを吸収するものが存在しないというのである。彼らの仮説からいえば、頭突きをした瞬間に頚椎を脱臼、もしくは骨折する可能性が大である。しかし、この説は筋肉を考慮していないという欠点がある。現に、現生哺乳類のビッグホーンの頚椎はこの恐竜より華奢な構造であるにもかかわらず、助走を伴う頭突きを行うが、脱臼するようなことはない。これは筋肉に保護されているためと言われる。
また、ジャック・ホーナーらはこの頭骨の強度自体に疑問を呈している。頭突き説の根拠の一つに、頭骨内に衝撃を吸収できる構造を持っていることが挙げられていた。しかし、2004年に発表された論文によれば、これは幼体にのみ見られる構造で、成体では失われてしまうことが明らかになった。また同時に成体の頭頂部外側に角質層が存在していることが判明しており、角質の装飾物が存在し、これをディスプレイとして使用したとも推定されている。ただし、パキケファロサウルス自体の全身骨格はまれで（現在パキケファロサウルス科で全身骨格が見つかっているのはステゴケラスのみ）あるにもかかわらず、頭骨は完全な形で発掘されることが多い。これは、頭骨が他の骨格よりも頑丈であったことを示しているとの説もある。
これらの頭突き説などは全て発見された頭部化石のみから想像していたものである。パキケファロサウルスの本格的な研究はこれから始まるといっても良い。